# Egg (Vorarlberg)
Egg ist eine Marktgemeinde mit 3774 Einwohnern (Stand 1. Jänner 2025) im österreichischen Bundesland Vorarlberg im Bezirk Bregenz. Sie ist die bevölkerungsreichste und auch die größte Gemeinde des Bregenzerwaldes.

## Geografie
Egg liegt im westlichsten Bundesland Österreichs, Vorarlberg, im Bezirk Bregenz südöstlich des Bodensees auf 561 Metern Höhe. Die höchste Erhebung ist der Hohe Ifen mit der Schneckenlochhöhle, der größten Höhle Vorarlbergs.
Die Gemeinde hat eine Fläche von 65,37 Quadratkilometer. Davon sind 22 Prozent landwirtschaftliche Nutzfläche, 40 Prozent Wald und 29 Prozent Almen.

### Gemeindegliederung
Das Gemeindegebiet umfasst folgende zwei Ortschaften (in Klammern Einwohnerzahl Stand 1. Jänner 2025):
- Egg (2620)
- Großdorf (1154)

Die Gemeinde besteht aus der Katastralgemeinde Egg.

### Nachbargemeinden
Durch ihre Größe grenzt die Marktgemeinde Egg nicht nur an acht andere Vorarlberger Gemeinden, sondern im Bereich des Hohen Ifens auch an den deutschen Markt Oberstdorf.  Die acht österreichischen Nachbargemeinden von Egg befinden sich alle im politischen Bezirk Bregenz. Mit insgesamt neun Nachbargemeinden gehört Egg zu den Gemeinden Vorarlbergs mit den meisten angrenzenden Gemeinden.
| Alberschwende | Lingenau                                    | Hittisau                |
| Schwarzenberg | Kompassrose, die auf Nachbargemeinden zeigt | Sibratsgfäll Oberstdorf |
| Andelsbuch    | Bezau                                       | Mittelberg              |

## Geschichte
1275 wurde das Dorf „Anderegge“ erstmals urkundlich erwähnt. Bis zum Ende der „Wälderrepublik“ tagte hier das Hochgericht des Innerbregenzerwaldes. Die Habsburger regierten den Ort wechselnd von Tirol und Vorderösterreich (Freiburg im Breisgau) aus.
Von 1805 bis 1814 gehörte der Ort zu Bayern, dann wieder zu Österreich. Zum österreichischen Bundesland Vorarlberg gehört Egg seit dessen Gründung 1861.
In der Biedermeierzeit wurde eine eisenhaltige Schwefelquelle in Bad Hub gegen Ausschläge und Rheumatismus genutzt sowie eine Heilquelle in Hinteregg mit kohlesäurehaltigem Schwefelwasser bei Wechselfieber.
Bekannt wurde Egg auch dadurch, dass sich der ehemalige Gauleiter von Württemberg-Hohenzollern, Wilhelm Murr, am 14. Mai 1945, zusammen mit seiner Frau, durch mitgeführte Giftampullen selbst das Leben nahm. Beide wurden auf dem Friedhof von Egg beerdigt. Der Ort war 1945 bis 1955 Teil der französischen Besatzungszone in Österreich.
Zu einer folgenschweren Brandkatastrophe kam es am 8. Februar 2008. Bei dieser kamen im Altersheim „Vinzenzheim“ bei einem Gebäudebrand 11 Menschen durch Rauchgasvergiftung ums Leben, 6 weitere konnten von den Freiwilligen Feuerwehren schwer verletzt gerettet werden. Eine der verletzten Personen verstarb am 16. Februar infolge schwerer Verletzungen im Krankenhaus.
Im November 2019 wurde von der Vorarlberger Landesregierung bekannt gegeben, dass Egg als zwölfte Vorarlberger Gemeinde mit 1. Jänner 2020 zur Marktgemeinde erhoben werde. Seit 1. Jänner 2020 ist Egg damit die zwölfte Vorarlberger Marktgemeinde.

## Kultur und Sehenswürdigkeiten
- Pfarrkirche hl. Nikolaus in Egg
- Pfarrkirche hl. Josef in Großdorf
- Egg Museum
- Gschwendtobel-Brücke: Alois Negrelli (plante den Sueskanal) konstruierte 1834 die aus Holz gebaute Brücke zwischen Egg und Lingenau. Diese gedeckte Holzbrücke mit sechsfach verstärktem Hängesprengwerk über der Subersach ist noch heute trotz ihres hohen Alters ein Meisterwerk der Ingenieurs- und Zimmermannskunst. Sie war die erste mittels eines Sprengwerks sich selbst tragende Hängebrücke.
- Hängebrücke zwischen Lingenau und Egg: Dieser Drahtsteg (Hängebrücke) war lange Zeit die einzige Verbindung zwischen Lingenau und Egg bzw. Vorder- und Mittelbregenzerwald. Er ist 57 Meter lang und liegt etwa 15 Meter über dem Wasserspiegel der Subersach. Die Brücke wurde 1901 errichtet und heute wird der Steg nur noch als Wanderweg verwendet.

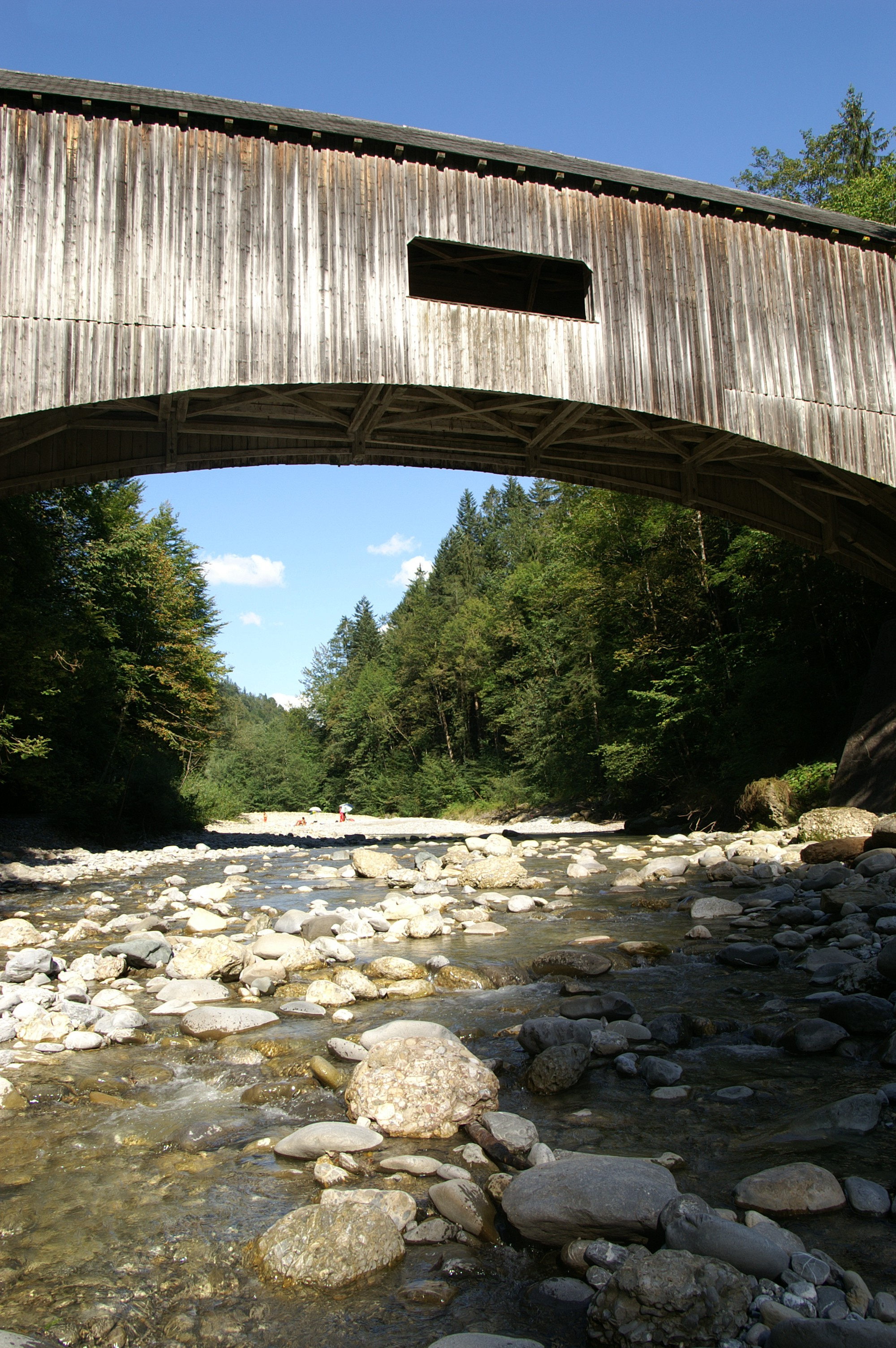
Gschwendtobel-Brücke
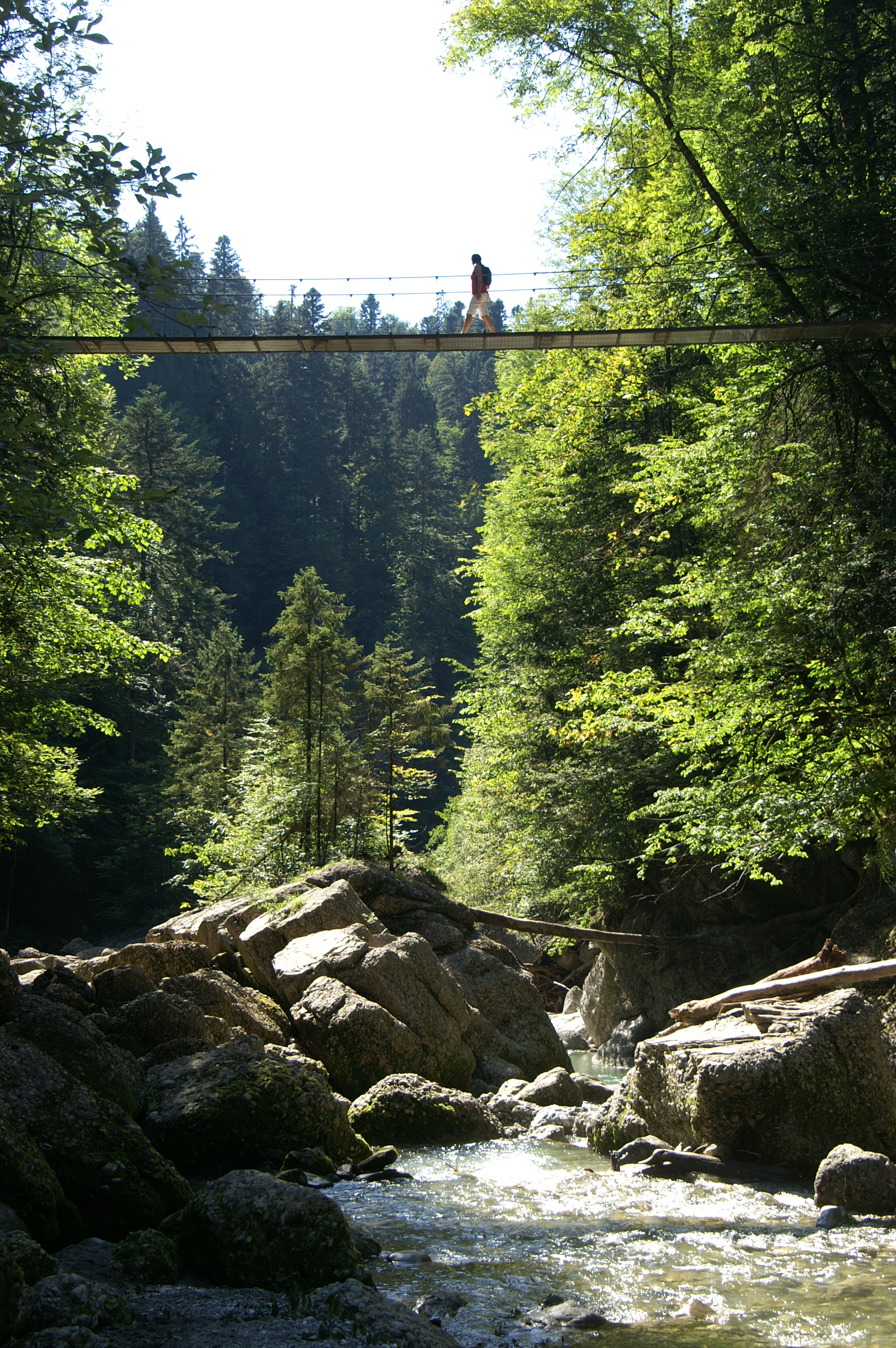
Drahtsteg über die Subersach
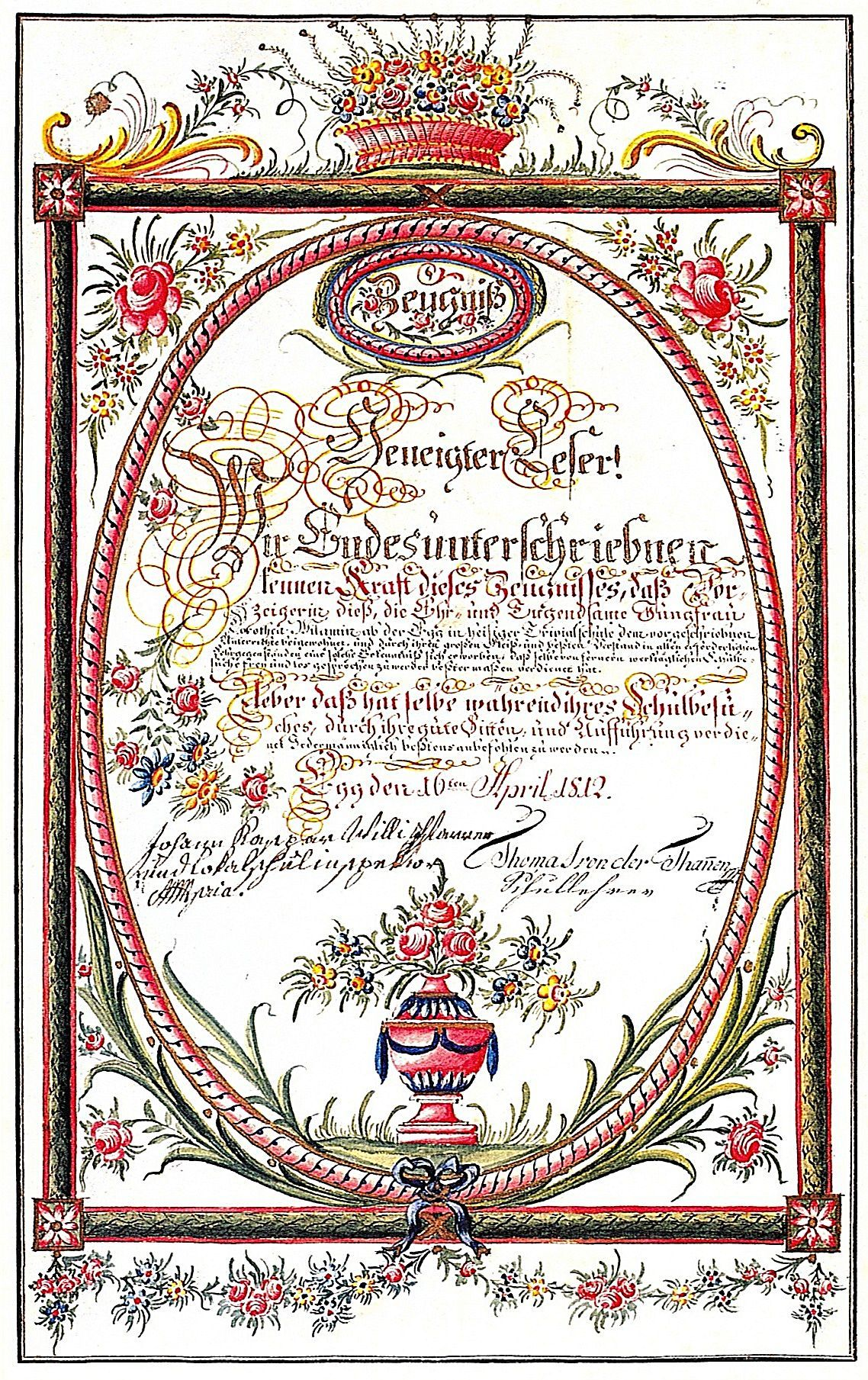
Zeugnis der Trivialschule für „die Ehr- und Tugendsame Jungfrau“ Dorothea Vilamin (der Name selbst wurde unleserlich klein geschrieben) „Egg den 18ten April 1812.“

## Wirtschaft und Infrastruktur
Am Ort gab es im Jahr 2003 92 Betriebe der gewerblichen Wirtschaft mit 994 Beschäftigten und 41 Lehrlingen. Lohnsteuerpflichtige Erwerbstätige gab es 1485.
Im März 1912 wurde hier das Unternehmen Capo gegründet.
Ein weiteres wichtiges Beschäftigungsfeld ist der Tourismus – es wurden im Tourismusjahr 2001/2002 insgesamt 63.219 Übernachtungen verbucht.

### Verkehr

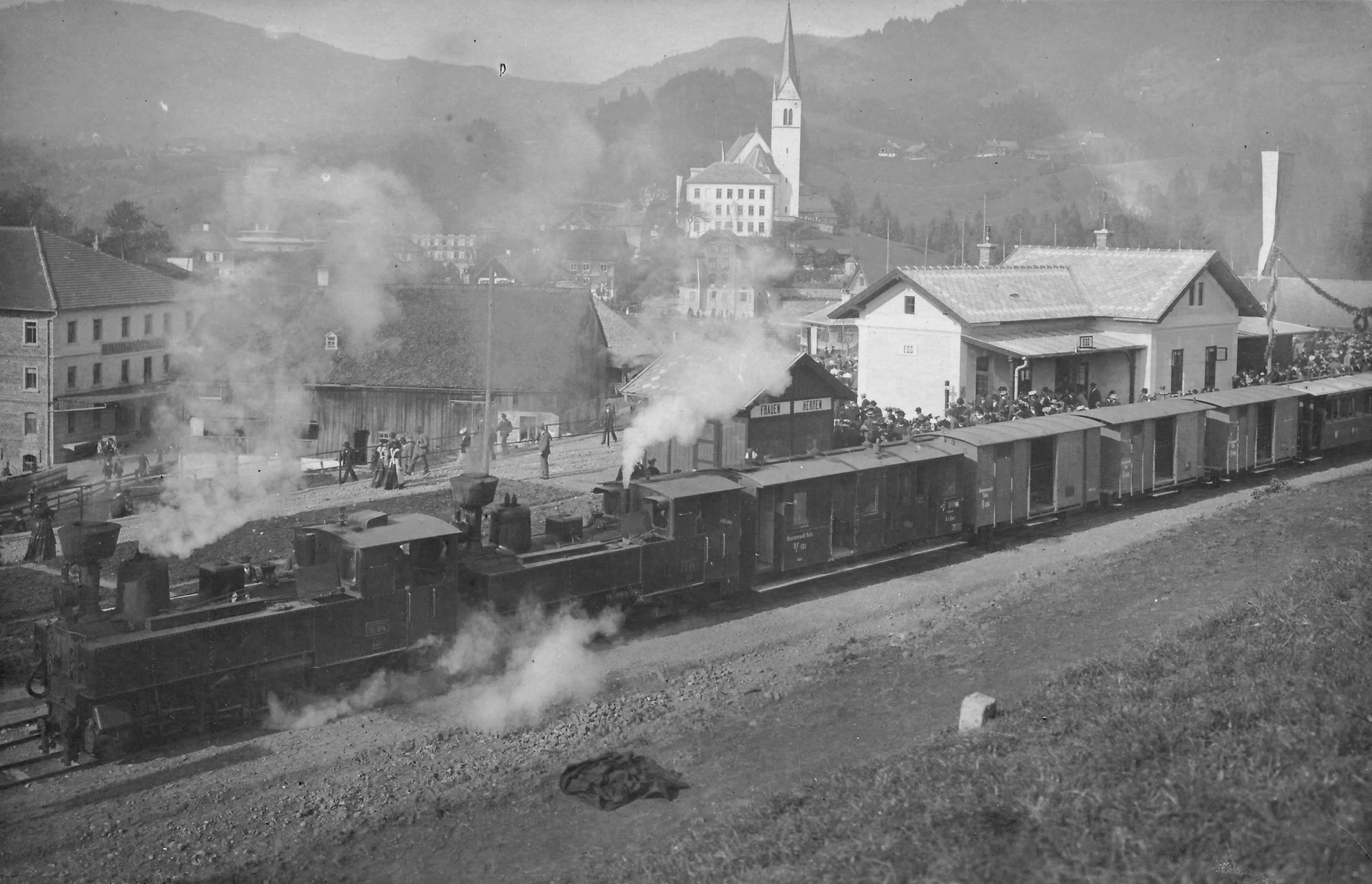
Eröffnungszug der Bregenzerwaldbahn am 21. September 1902 in Egg

- Bahn: Egg lag an der Strecke der Bregenzerwaldbahn, die formell 1985 eingestellt wurde und von der noch ein Abschnitt als Museumsbahn geführt wird. Bauleiter von Teilstücken zum Bau der Bregenzerwaldbahn um 1901 war Kaspar Ritter, deren Ausführung der in Egg ansässige Baumeister Johann Bertolini übernahm.
- Straße: Brücken haben für den Ort eine große Bedeutung, weil der Ortskern nur über Brücken erreicht werden kann.

### Bildung
In Egg gibt es drei Kindergärten sowie zwei Volksschulen, eine Mittelschule und eine AHS. Im Ort gibt es (Stand Januar 2003) 793 Schüler, davon 202 an der AHS.

## Politik

### Gemeindevertretung
In Vorarlberg wählen die Bürger alle fünf Jahre die Mitglieder der Gemeindevertretung durch Ankreuzen eines Listen-Wahlvorschlages bzw. durch Mehrheitswahl wenn kein Listenvorschlag vorliegt. Weiters den Bürgermeister durch Ankreuzen eines Wahlvorschlages.
Die Gemeindevertretung wählt in der konstituierenden Sitzung aus ihrer Mitte – sofern keine Wahl durch die Bürger zustande kam – gemäß § 61 Gemeindegesetz einen Bürgermeister und dann einen mindestens dreiköpfigen Gemeindevorstand. Die Zahl dieser „Gemeinderäte“ darf aber gemäß § 55 den vierten Teil der Zahl der Gemeindevertreter nicht übersteigen.
Der Bürgermeister führt den Vorsitz bei den generell öffentlichen Sitzungen der Gemeindevertretung, in denen kommunale Belange besprochen und Beschlüsse gefasst werden. Beobachter haben kein Mitspracherecht und kein Stimmrecht. Die Gemeindevertretung kann nach Bedarf Ausschüsse bestellen. Sitzungen des Gemeindevorstandes und der Ausschüsse sind nicht öffentlich.

#### Sitzverteilung nach den Wahlen
- Gemeindevertretungswahlen 1985: Egger/Großd. Liste 24.[10]
- Gemeindevertretungswahlen  1990: Egger/Großd. Liste 23, SPÖ (Wahlgem. Unabh. u. Sozialdemokr.) 1.[11]
- Gemeindevertretungswahlen 1995: Egger und Großdorfer Liste 23, Freih. Bürgerbeweg. Egg – Großdorf 1.[12]
- Gemeindevertretungswahlen 2000: Egger und Großdorfer Liste 23, Freiheitliche Bürgerbewegung Egg und Großdorf 1.[13]
- Gemeindevertretungswahlen 2005: Egger und Großdorfer Liste 23, PRO Egg und Großdorf – Freiheitliche 1.[14]
- Gemeindevertretungswahlen 2010: Egger und Großdorfer Liste 22, Pro Egg und Großdorf – Freiheitliche 1, LDS – Liste demokratischer Stimmen 1.[15]
- Gemeindevertretungswahlen 2015: Egger und Großdorfer Liste 23, PRO EGG UND GROSSDORF – Freiheitliche 1.[16]
- Gemeindevertretungswahlen 2020: Egger und Großdorfer Liste 24, Pro Egg und Großdorf – Freiheitliche 0.[17]
- Gemeindevertretungswahlen 2025: Egger und Großdorfer Liste 24.[18]

### Bürgermeister
- 1934–1938 Kaspar Schwärzler (CSP)
- 1938–1945 Hans Felder

- 1945–1950 Kaspar Schwärzler (ÖVP)[19]

- 1950–1965 Johann Peter Sutterlüty[19]
- 1965–1980 Richard Natter[19]
- 1980–2000 Anton Sutterlüty (ÖVP)[19]
- 2000–2003 Ariel Lang[19]
- 2003–2012 Norbert Fink[19][20]
- 2012–2016 Theresia Handler[20][21][22]
- 2016–2025 Paul Sutterlüty[23]
- seit 11. April 2025 Marc Meusburger[24][25]

### Wappen
Das Wappen der Marktgemeinde Egg wurde am 10. Oktober 1929 von der Vorarlberger Landesregierung verliehen und zeigt einen silbernen Schild mit einem roten Schildfuß. Im Schildfeld erscheint abgeledigt eine stilisierte, befruchtete, entwurzelte Linde. Im Schildfuße verschränkt sich ein schräg rechts gelegtes, silbernes Richtschwert mit einem ebenso tingierten Stab. In der Originalfassung umgibt den Schild eine ornamentierte dunkelgrüne Randeinfassung.

### Partnergemeinde
- seit 1968: Burscheid (Deutschland)[27]

## Persönlichkeiten
- Johann Joseph Meisburger (1745–1813), südwestdeutscher Baumeister und Stuckateur des frühen Klassizismus
- Johann Kohler (1839–1916), Lehrer, Maler und Politiker
- Kaspar Ritter (1863–1954), Kunsttischler und Baumeister
- Kaspar Schwärzler (1880–1966), Landtagsabgeordneter
- Hubert Hammerer (1925–2017), Sportschütze und Olympiasieger
- Ulrich Sutterlüty (1927–2001), Gründer der Lebensmittelkette Sutterlüty
- Anton Sutterlüty (1933–2020), ehemaliger Bürgermeister und Landtagsabgeordneter
- Norbert Mayer (* 1958), Schriftsteller
- Silvia Nußbaumer (* 1958), Triathletin und Duathletin
- Ferdinand Sutterlüty (* 1962), Soziologe
- Rita Bertolini (1966–2017), Verlegerin, Autorin und Fotografin
- Christoph Alster (* 1980), Skirennläufer
- Klaus Waldner (* 1980), Skicrosser
- Lukas Gnaiger (* 1980), Kameramann
- Peter Struger (* 1982), Skirennläufer
- Benny Omerzell (* 1984), Jazzmusiker
- Balthasar Schneider (* 1984), Skispringer
- Björn Sieber (1989–2012), Skirennläufer
- Elisabeth Baldauf (* 1990), Badmintonspielerin
- Sepp Schneider (* 1991), Nordischer Kombinierer